# Arria die Ältere
Arria die Ältere († 42 n. Chr.) war eine Frau im antiken Rom, die durch ihren Selbstmord berühmt wurde.

## Leben
Arria war mit dem römischen Konsul Aulus Caecina Paetus verheiratet. Als ihr Mann und ihr Sohn gleichzeitig schwer erkrankten und das Kind starb, bestattete sie es allein, um ihren Ehemann zu schonen. Paetus war an dem Aufstand des Scribonianus gegen den Kaiser Claudius beteiligt. Nach dem Scheitern der Revolte wurde er per Schiff nach Rom gebracht. Arria wollte als Sklavin auf dem Schiff mitfahren, was ihr nicht gestattet wurde. So mietete sie sich ein Fischerboot und folgte. Als Verwandte die Suizidgefährdete beobachteten, sagte sie, dass ihr Tod nicht verhindert werden könne, und stieß mit dem Kopf so heftig gegen eine Wand, dass sie bewusstlos zusammenbrach. Als ihr Gatte zögerte, Selbstmord zu begehen, nahm Arria den Dolch, stieß ihn sich in die Brust und gab ihn mit den Worten „Paete, non dolet“ („Paetus, es schmerzt nicht.“) an ihren Mann zurück. Diese von Plinius überlieferte Tat begründete ihren Ruhm. Ihre Tochter Arria die Jüngere war mit Publius Clodius Thrasea Paetus verheiratet. Fannia, die Enkelin der älteren Arria, berichtete Plinius von den Taten ihrer Großmutter.

## Rezeption
Der Tod von Arria und Paetus wurde in der bildenden Kunst vielfach umgesetzt. So schuf Benjamin West 1766 ein Gemälde Paetus and Arria, Joseph Nollekens 1771 die Gruppenskulptur Paetus and Arria und Émile Bin 1861 ein Gemälde Arria und Pätus.
Beispiele für eine musikalische Umsetzung sind Christian Friedrich Daniel Schubarts und Pasquale Anfossis Paetus und Arria. Ein Singstück von 1786 und William Shields Arria to Pætus. [Song.] With an Accompanyment for a Harpsichord or Piano Forte. The Words by Mr. Holcroft. [London], 1786.
Auch einige Autoren inspirierte die Geschichte. So verfasste Aulus Persius Flaccus einige Verse, die nicht erhalten sind, und Martial ein Epigramm, das Ewald Christian von Kleist auf Deutsch nachdichtete. Weitere literarische Umsetzungen sind:
- Marie-Anne Barbier: Arrie et Pétus. In: Tomyris. Arrie et Petus. Le Cid. Barbou, Paris 1707 (französisches Trauerspiel).
- Johann Heinrich Merck: Pätus und Arria, eine Künstler-Romanze. Perrenon, Freistadt am Bodensee 1775.
- John Nicholson: Paetus and Arria. A tragedy, in five acts. Lackington, Allen, and Co. [u. a.], London 1809 (Tragödie in fünf Akten).
- Josef Wenzig: Arria a Pätus. Historicky obraz v 5 jedn. Kober, Prag 1872 (Historisches Bild in fünf Akten).
- Józef Kościelski: Arria. Paszkowski, Krakau 1874 (polnisches Trauerspiel in drei Akten).

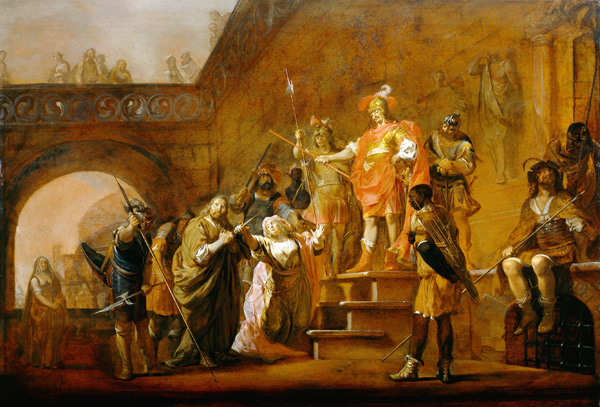
Arria und Paetus (Gemälde von Nicolaus Knüpfer, vor 1655)
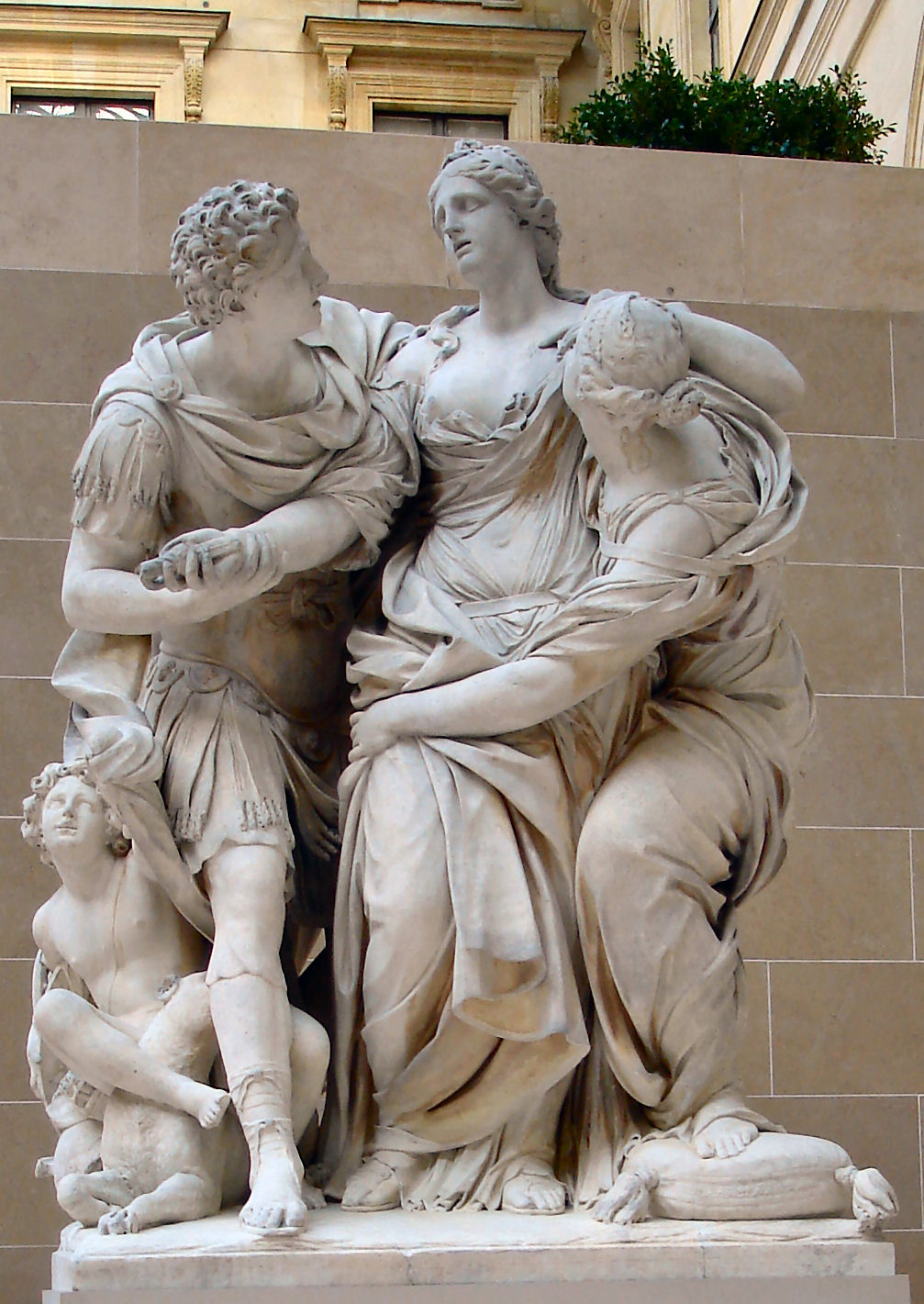
Arria et Pætus (Skulptur von Pierre Lepautre und Jean-Baptiste Théodon, um 1690)
Auch die Galliergruppe aus der Villa Ludovisi wurde früher als Arria und Paetus identifiziert
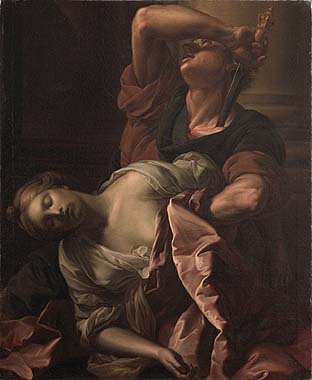
La Mort de Paetus (Gemälde von Antoine Rivalz, vor 1735)
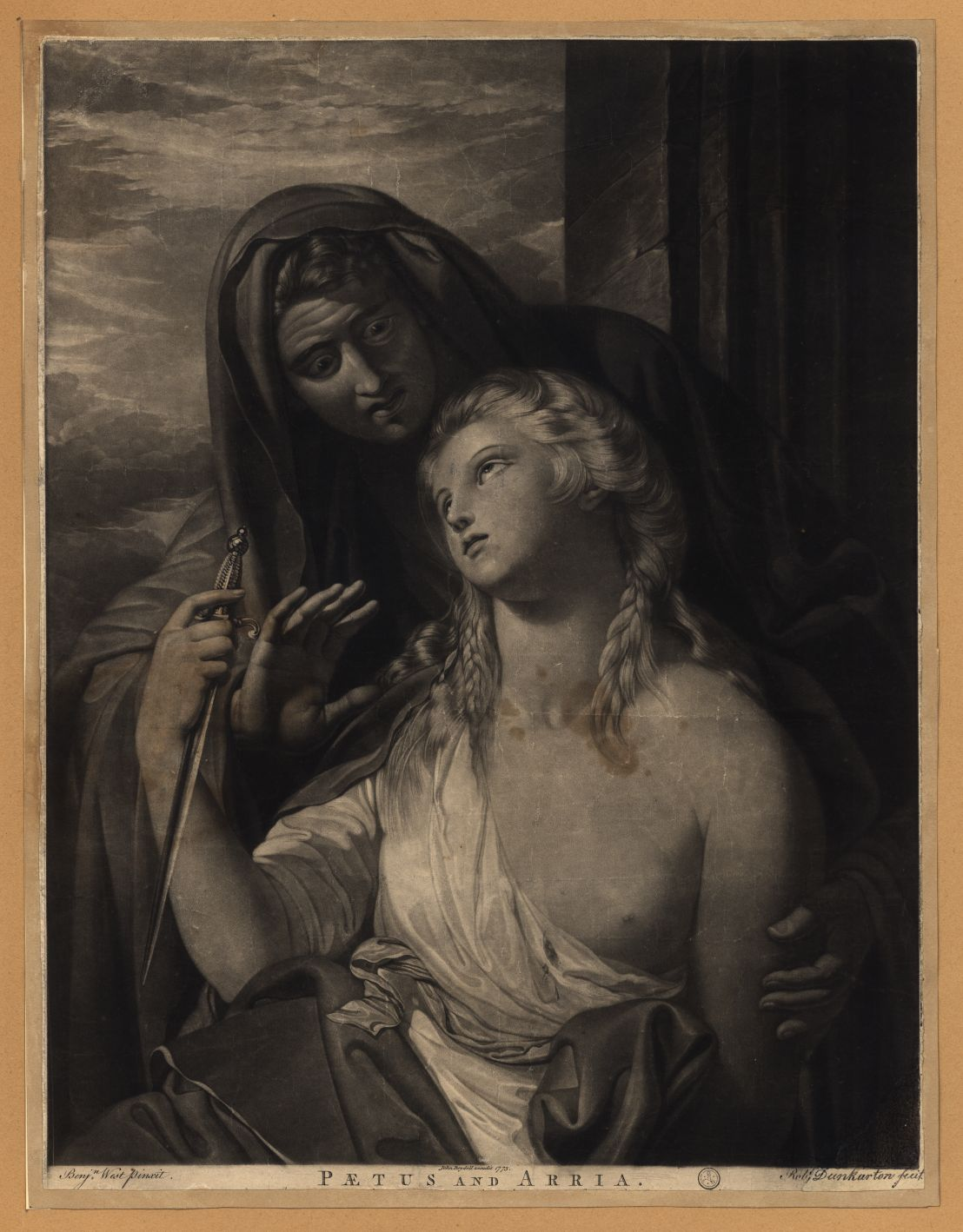
Paetus and Arria (Kupferstich von John Boydell, nach einer Zeichnung von Robert Dunkarton nach einem Gemälde von Benjamin West, 1773)
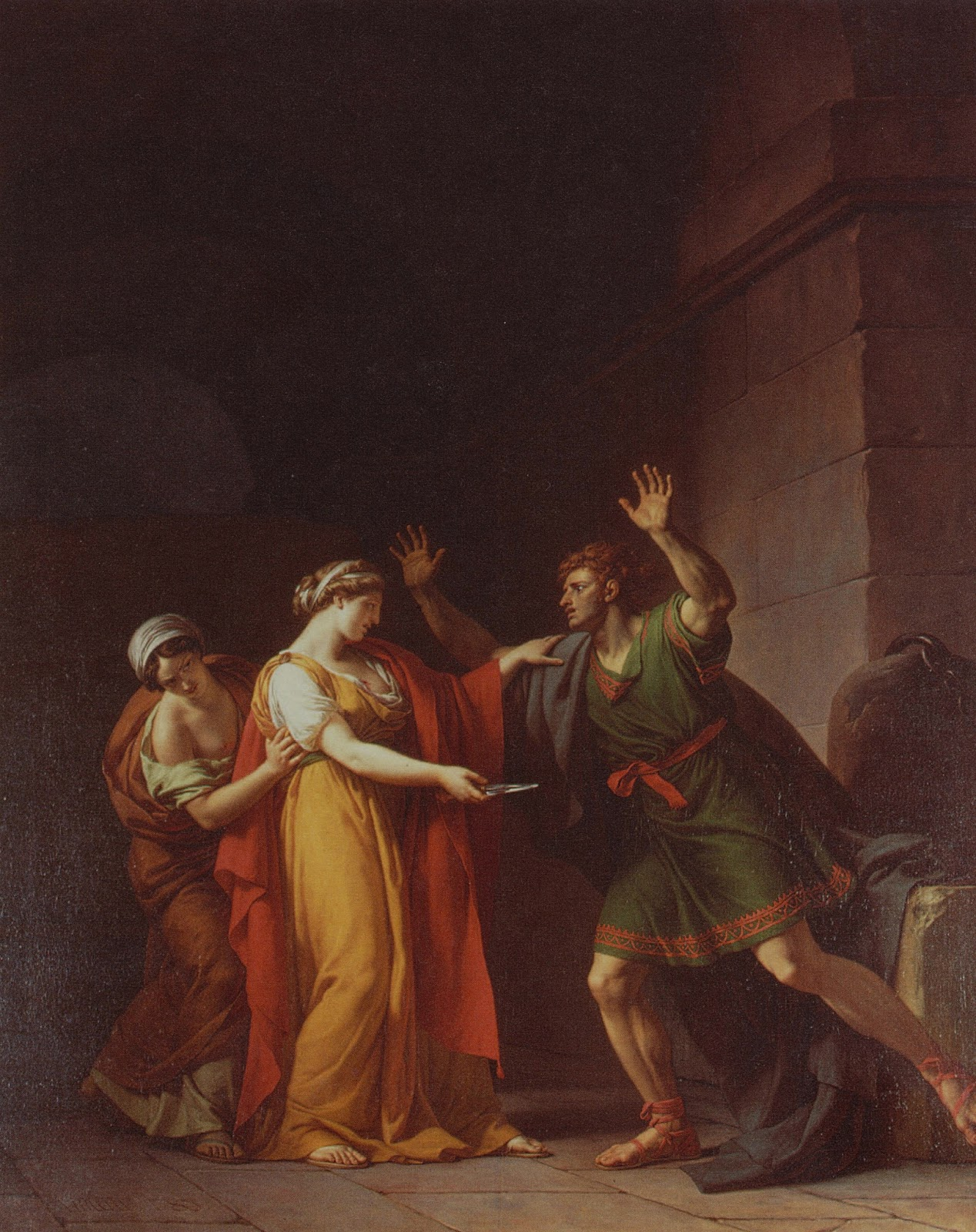
Arria und Paetus (Gemälde von François Vincent, 1785)
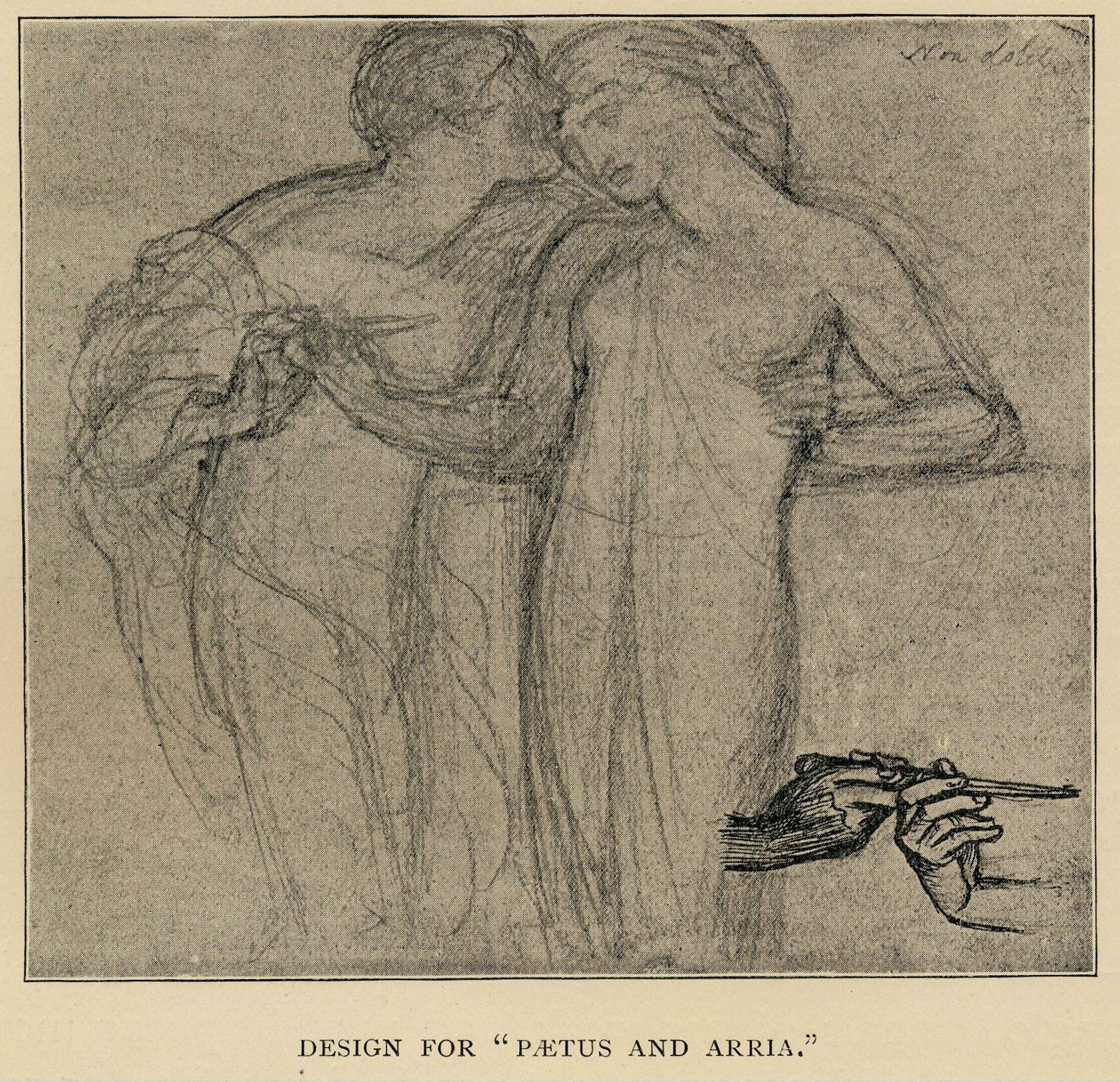
Arria and Paetus (Skizze von Dante Gabriel Rossetti, 1872)